# Chinesische Akademie für Flugkörpertechnologie
Die Chinesische Akademie für Flugkörpertechnologie (chinesisch 中國航天科工飛航技術研究院 / 中国航天科工飞航技术研究院), aus historischen Gründen auch „Dritte Akademie“ (三院) genannt, ist die Führungsgesellschaft der China Aerospace Science and Industry Corporation (CASIC) für das Geschäftsfeld Seezielflugkörper. Der Hauptsitz der Akademie für Flugkörpertechnologie befindet sich im Straßenviertel Yungang des Pekinger Stadtbezirks Fengtai.

## Geschichte

### 1. Zweiginstitut
Die Chinesische Akademie für Flugkörpertechnologie geht – ebenso wie die Chinesische Akademie für Trägerraketentechnologie – auf das am 16. November 1957 im Zusammenhang mit dem Übereinkommen zwischen der Chinesischen Regierung und der Regierung der Sowjetunion über die Herstellung neuartiger Waffen und militärischer Ausrüstung sowie den Aufbau einer umfassenden Atomindustrie in China gegründete 1. Zweiginstitut des 5. Forschungsinstituts des Verteidigungsministeriums zurück. In besagtem Übereinkommen war unter anderem festgelegt, dass die Sowjetunion die Volksrepublik China bei der Entwicklung ballistischer Raketen, Flugabwehrraketen und Seezielflugkörper unterstützen würde.
Der Hauptsitz des 1. Zweiginstituts befand sich auf dem Gelände einer Flugzeugfabrik aus der Qing-Dynastie im Straßenviertel Donggaodi, damals ein südlicher Vorstadtbereich von Peking. Gut 20 km weiter westlich, im heutigen Straßenviertel Yungang, wurde eine Kaserne gebaut, wo ab dem 24. Dezember 1957 die sowjetischen Experten untergebracht waren, die zunächst zwei Musterexemplare der Kurzstreckenrakete R-2 nach Peking gebracht hatten, später dann auch Flugabwehrraketen vom Typ S-75. In der Kaserne befanden sich auch das Labor für Aerodynamik (空气动力研究室) und das Labor für Staustrahltriebwerke (冲压发动机研究室) des 1. Zweiginstituts, außerdem fand dort die Ausbildung der chinesischen Soldaten statt, die die Waffensysteme bedienen sollten.

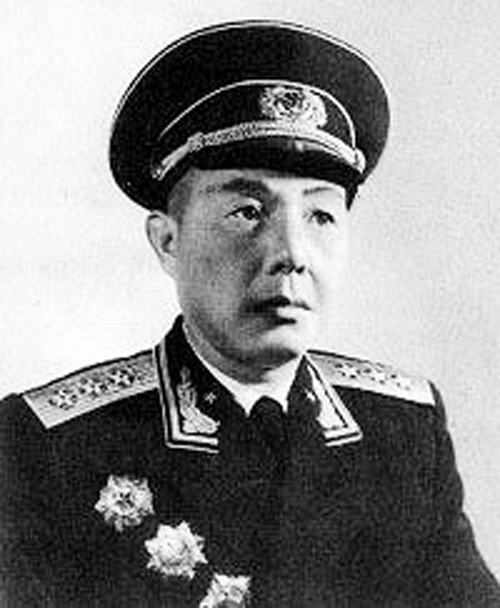
Admiral Su Zhenhua (1955)

Im September 1958 begann die sowjetische Führung zu realisieren, dass Mao Zedongs Befürwortung eines Atomkriegs am 17. Mai des Jahres absolut ernst gemeint war – die Volksrepublik China beabsichtigte, Raketen und Kernwaffen nicht nur zur Abschreckung zu verwenden, sondern tatsächlich einzusetzen, wobei laut Mao der Tod von zwei Dritteln der Weltbevölkerung in Kauf genommen wurde, um den Kapitalismus endgültig zu eliminieren. Daraufhin wurde die technologische Unterstützung schrittweise zurückgezogen.
Bei den weniger problematischen Seezielflugkörpern funktionierte die Zusammenarbeit jedoch für eine Weile noch recht gut. Am 4. Februar 1959 unterzeichneten Admiral Su Zhenhua, Politkommissar der chinesischen Marine, und Wassili Alexandrowitsch Archipow, der zuvor als leitender Militärberater in China tätig gewesen war, in Moskau das „Übereinkommen über die Gewährung von Unterstützung durch die Regierung der Sowjetunion an die chinesische Marine bei neuartigen Technologien für den Bau von Seefahrzeugen“ (关于苏联政府给予中国海军制造舰艇方面新技术援助的协定). Eine Zusammenarbeit auf diesem Gebiet war bereits in dem Übereinkommen vom 16. November 1957 festgelegt, nun wurde die konkrete Lieferung von Waffensystemen vereinbart. Neben U-Booten des Projekts 629 und des Projekts 633 ging es dabei auch um Flugkörperschnellboote des Projekts 205 und des Projekts 183 sowie die Lieferung von zwei Musterexemplaren des Seezielflugkörpers P-15.
Die für die damalige Zeit sehr fortschrittlichen, nach dem Start mittels Feststoff-Booster von einem Flüssigkeitsraketentriebwerk angetriebenen Marschflugkörper wurden vertragsgemäß geliefert. Dann beschloss die sowjetische Regierung jedoch am 20. Juni 1959 offiziell, die technologische Unterstützung für China einzustellen. Die Dokumentation für die P-15 kam nie in China an.
Daraufhin beschloss man, auf der Basis der Musterexemplare mittels Reverse Engineering einen eigenen, von der Küste aus gestarteten Seezielflugkörper zu entwickeln, der zunächst nur „544“ genannt wurde. Zu diesem Zweck wurde am 26. April 1960 innerhalb des 1. Zweiginstituts die Hauptentwicklungsabteilung für Seezielflugkörper (海防导弹总体设计部) gegründet, auch bekannt als „4. Entwicklungsabteilung“ (第四设计部), mit Räumlichkeiten unweit der Kaserne in Yungang.

### 3. Zweiginstitut
Am 1. September 1961 wurde auf Anordnung des Staatsrats der Volksrepublik China und des Zentralkomitees der KPCh das Arbeitsgebiet Seezielflugkörper aus dem 1. Zweiginstitut ausgegliedert und zu einer eigenen Dienststelle, dem 3. Zweiginstitut (三分院), innerhalb des  5. Forschungsinstituts des Verteidigungsministeriums hochgestuft, während sich das 1. Zweiginstitut auf Boden-Boden-Raketen konzentrieren sollte (das 2. Zweiginstitut war damals für Elektronik zuständig).
Dies gilt als Gründungstag der Chinesischen Akademie für Flugkörpertechnologie.

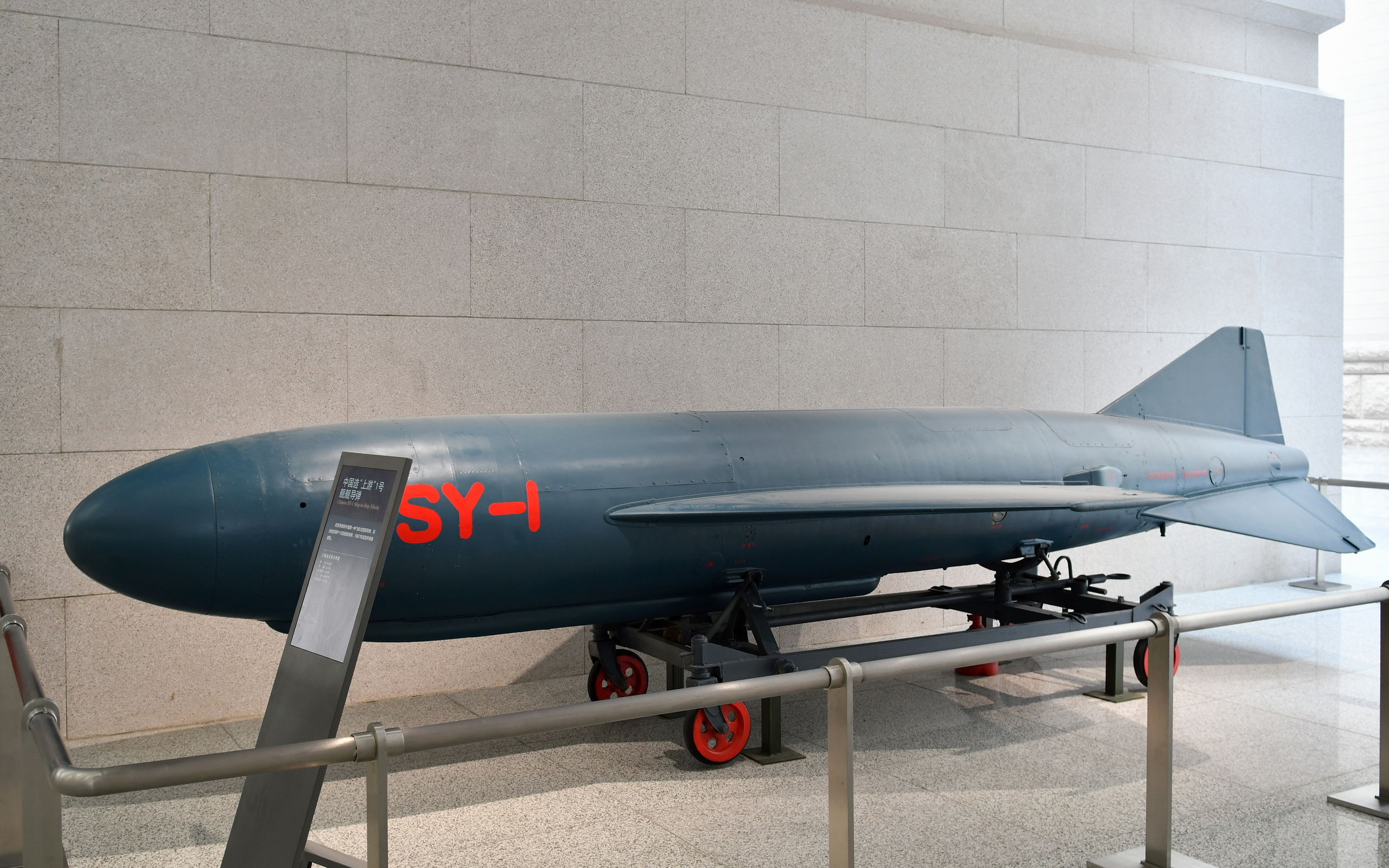
Shangyou 1 (ohne Booster)

Der Entwicklungsprozess für den Seezielflugkörper 544 zog sich noch länger hin. Im August 1964 fanden die ersten Tests auf dem Prüfstand statt, im November und Dezember 1964 folgten die ersten Flugversuche auf dem Kosmodrom Jiuquan. Man hatte das Aneroidbarometer der sowjetischen Originalversion durch ein genaueres Radar-Altimeter ersetzt, den Treibstoff hatte man von Ethanol, das in China aus kostbarem Getreide destilliert wurde, auf Raketenkerosin umgestellt, was den zusätzlichen Vorteil hatte, dass sich die effektive Reichweite von 35 km auf 40 km erhöhte. Auf dem Kosmodrom Jiuquan hatte man bereits Startversuche von einem Schiffsmodell aus durchgeführt, wo man auf Deck und in der Kommandobrücke Schafe angebunden hatte, um zu erproben, ob die Druckwelle oder die Flammentemperatur von 2000 °C negative Auswirkungen auf die Besatzung haben würden. Beim Start hatte der Flugkörper nur eine Geschwindigkeit von 30 m/s, nichtsdestotrotz überlebten viele der Schafe in der Nähe der Abschussvorrichtung die Versuche nicht. Die Tiere in der Kommandobrücke trugen jedoch keine Schäden davon. Daraufhin erfolgten im August und November 1965 zwei Testserien auf See, dann von April bis Juli 1966 weitere Tests von der Küste und von See aus. Am 9. Dezember 1966 wurde Chinas erstem Seezielflugkörper der Name „Shangyou 1“ (上游一号), also „Vorwärtsstreben 1“ verliehen, nach einer Parole, die Mao am 8. Mai 1958 auf eben jenem Parteitag geprägt hatte, der seinerzeit zum Bruch mit der Sowjetunion geführt hatte.

### 3. Akademie
Bereits am 4. Januar 1965 war das 5. Forschungsinstitut auf Beschluss des Nationalen Volkskongresses aus dem Verteidigungsministerium herausgelöst und als „Siebtes Ministerium für Maschinenbauindustrie“ selbstständig geworden. Die ehemaligen Zweiginstitute wurden nun in „Akademien“ umbenannt, das 3. Zweiginstitut wurde zur 3. Akademie (第三研究院). Parallel dazu wurde damals die Bezeichnung „Akademie für Marschflugkörper“ (飞航导弹研究院) verwendet, die für Seezielflugkörper zuständige 4. Entwicklungsabteilung wurde in „3. Entwicklungsabteilung“ (第三设计部) umbenannt.

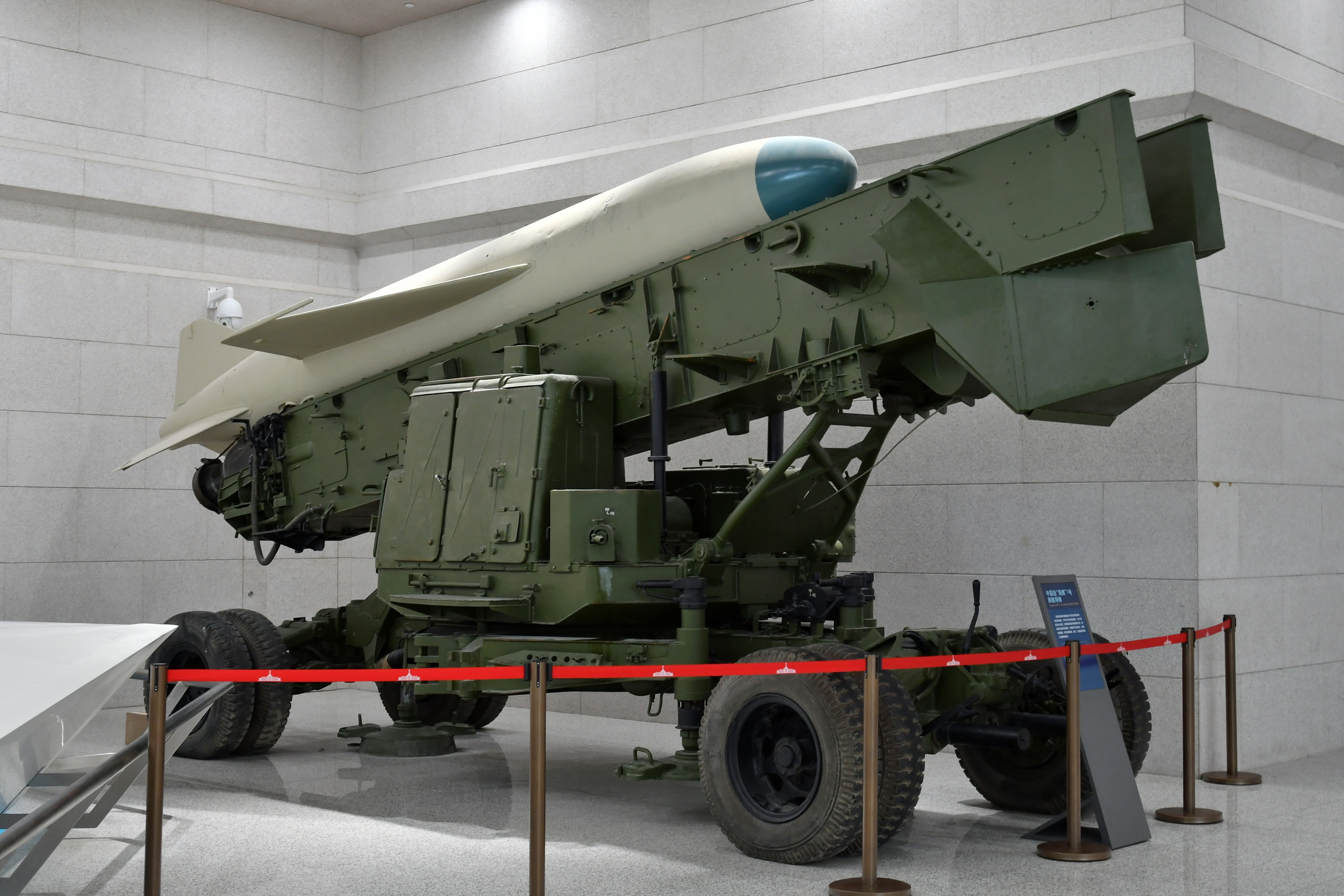
Haiying 1

Am 30. September 1963 hatten die chinesischen Zerstörer Anshan und Fushun die USS Blue (DD-744) in der Nähe der Changshan-Inseln auf chinesischem Gebiet abgefangen und lieferten sich mit ihr bis zum 6. Oktober ein siebentägiges Artillerieduell.
Nach dem Eintritt der USA in den Vietnamkrieg am 7. August 1964 wurde eine amerikanische Landung an der chinesischen Küste befürchtet. Daraufhin hatte man im September 1964 auf einer Besprechung im damaligen 5. Forschungsinstitut des Verteidigungsministeriums beschlossen, auf der Basis des in Entwicklung befindlichen Flugkörpers 544 von der Küste aus zu startende Seezielflugkörper mit einer größeren Reichweite zu konstruieren, für die intern der Serienname „Haiying“ (海鹰), also „Seeadler“ festgelegt wurde. Die Haiying 1 und die Haiying 2 sollten mit einem konventionellen Flüssigkeitsraketentriebwerk eine Geschwindigkeit von Mach 0,8 erreichen, die Haiying 3 mit zu entwickelnden Staustrahltriebwerken Überschallgeschwindigkeit.
Die Akademie für Marschflugkörper beantragte gemeinsam mit der Fabrik 320 (die heutige Hongdu Aviation Industry Group in Nanchang), wo die Shangyou 1 gebaut wurde, die Genehmigung zur Entwicklung der Haiying 1 und Haiying 2. Diese wurde vom Büro für Sicherheits- und Verteidigungsindustrie beim Staatsrat (国务院国防工业办公室) am 23. April 1965 erteilt.
Im September 1965 kehrte Liu Xingzhou, der seit 1957 am Labor für Staustrahltriebwerke des 1. Zweiginstituts gearbeitet hatte, von einem vierjährigen Aufbaustudium in Moskau zurück und übernahm die Leitung des Labors. Er war für die Entwicklung der Staustrahltriebwerke und, als Stellvertretender Chefkonstrukteur, auch für die gesamte Haiying 3 zuständig.
Neben einer potentiellen Invasion der USA war ein weiteres Problem, dass die zum Transport von Kernwaffen dienenden Langstreckenbomber vom Typ Xian H-6 gegnerischen Flugabwehrraketen hilflos ausgeliefert waren. Die Luftwaffe reichte 1965 einen entsprechenden Bericht ein und bat darum, eine Luft-Boden-Rakete mit einem Startgewicht von maximal 3 t und einer Reichweite von mindestens 150 km entwickeln zu lassen, mit der sie Flugabwehrsysteme auf dem Boden sowie auf Schiffen angreifen könnte. Nach längeren Erörterungen wurde beschlossen, eine derartige Rakete auf der Basis der Haiying 2 in Auftrag zu geben. 1966 richtete die Akademie für Marschflugkörper ein Labor für Luft-Schiff-Lenkflugkörper (空舰导弹研究室) ein. Die Akademie reichte bei der Kommission für Wehrtechnik der Volksbefreiungsarmee und dem Büro für Sicherheits- und Verteidigungsindustrie beim Staatsrat einen „Generalplan zur Umrüstung des Lenkflugkörpers Haiying 2 in einen Luft-Schiff-Typ“ (改装海鹰二号导弹为空舰型号的总体方案) ein. Dieser wurde gebilligt. Das Vorhaben erhielt die interne Bezeichnung „Projekt 371“ (371工程), der Flugkörper selbst den Namen „Fenglei 1“ (风雷一号), also „Sturmgewitter 1“. Der Zahlencode des Projekts stand hier nicht, wie sonst häufig, für ein Datum, sondern für „Erstes gemeinsames Projekt des Dritten und des Siebten Ministeriums für Maschinenbauindustrie“ (das Dritte Ministerium war seit 1963 für Flugzeugbau zuständig).
Zu diesem Zeitpunkt hatte man jedoch noch nicht einmal die Technologie für die Shangyou 1 vollständig gemeistert, bei von Flugzeugen zu startenden Marschflugkörpern fehlte jede Erfahrung. Dazu kam noch, dass im Frühsommer 1966 die Kulturrevolution ausbrach, was selbst in der unter dem Schutz der Volksbefreiungsarmee stehenden Rüstungsindustrie die Arbeit stark erschwerte. 1969 beantragte die Akademie für Marschflugkörper die Einstellung des Projekts 371, was genehmigt wurde.
Stattdessen beschloss die Zentrale Militärkommission im August 1969, für das in Entwicklung befindliche Seepatrouillenflugboot Harbin SH-5 einen niedrig fliegenden Überschall-Seezielflugkörper mit Staustrahlantrieb zu entwickeln. Betraut wurde hiermit das 31. Forschungsinstitut der 3. Akademie, in dem bei der Umstrukturierung 1961 die Einrichtungen der alten Kaserne (das Labor für Aerodynamik und das Labor für Staustrahltriebwerke) zusammengefasst worden waren. Da ein Einsatz aus der Luft vorgesehen war, erhielt der Flugkörper die Bezeichnung „Yingji-1“ (鹰击一号), also „Adlerschlag-1“. Da die SH-5 zu diesem Zeitpunkt noch nicht einsatzbereit war, entwickelte man ab 1970 zuerst eine landgestützte Version des Flugkörpers, ab 1971 dann auch eine von Schiffen startbare Variante.

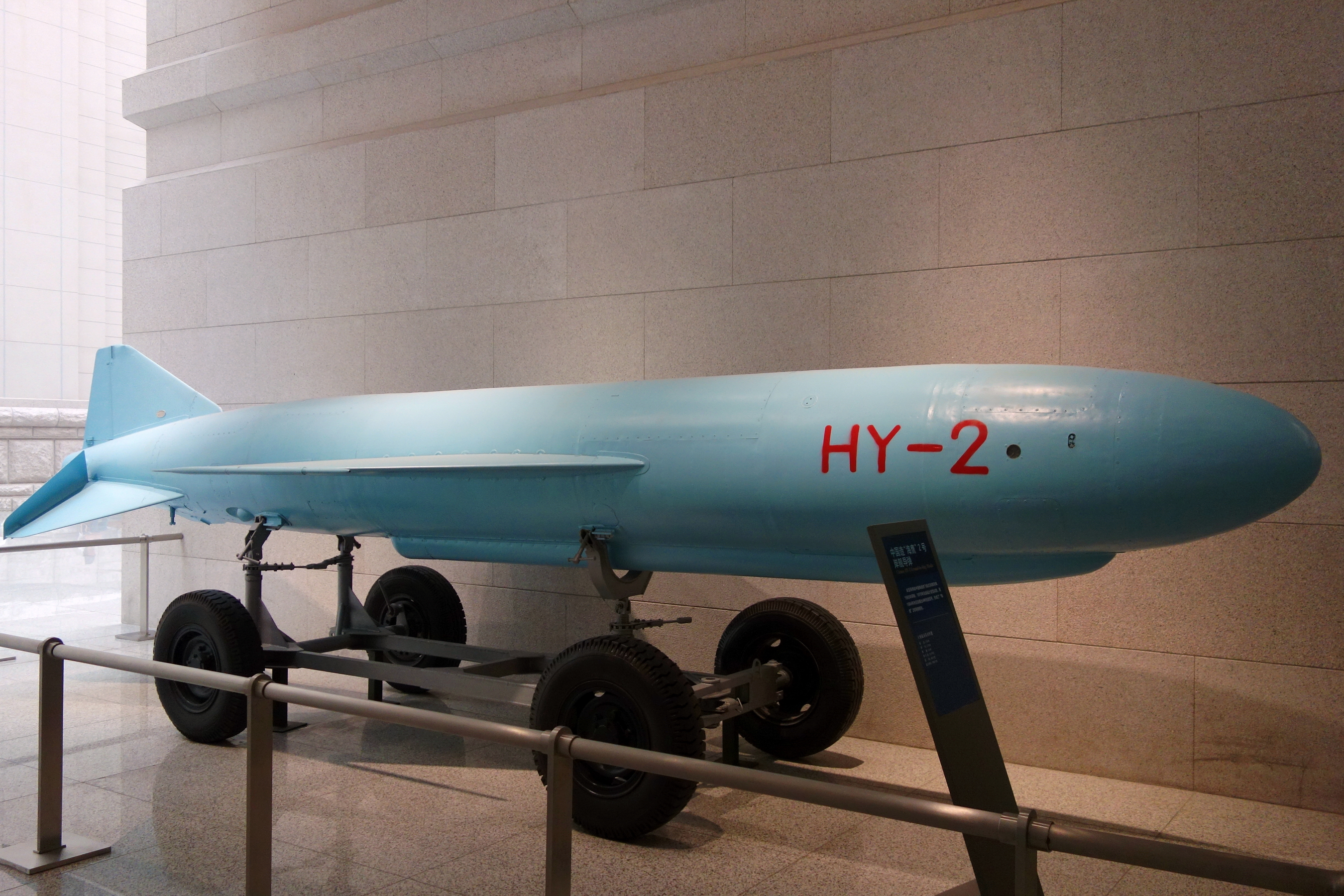
Haiying 2 (ohne Booster)

Wie auch bei der Haiying 3 gestaltete sich die Konstruktion des staustrahlgetriebenen Flugkörpers außerordentlich schwierig.
Im September 1975 kam die Zentrale Militärkommission auf das Konzept der von einem konventionellen Flüssigkeitsraketentriebwerk angetriebenen Fenglei 1 zurück und genehmigte die Wiederaufnahme der Arbeiten an einem unter den Tragflächen der H-6 montierten Lenkflugkörper, nun unter der Bezeichnung „Yingji-6“.
Auch hier dauerte die Entwicklung relativ lang. Erst im Dezember 1985 wurde der Flugkörper in der verbesserten Variante Yingji-61 bei den H-6D der Marineflieger in Dienst gestellt.
Die Haiying 2 war ein sehr erfolgreiches Produkt. Verschiedene Varianten wurden ab 1983 bei chinesischen Küstenbatterien in Dienst gestellt, ab 1986 wurde der Flugkörper unter der Bezeichnung „C-201“ oder „Silkworm“ exportiert, so zum Beispiel in den Iran, später dann auch in den Irak.
Die Entwicklung der Haiying 3 wurde 1981 zunächst eingestellt, dann aber mit dem verbesserten Triebwerk CF-03D wieder aufgenommen. 1986 fand der erste Testflug der überarbeiteten Version statt, der Flugkörper wurde jedoch nie bei der Volksbefreiungsarmee in Dienst gestellt. Er wurde später auf der Luft- und Raumfahrtausstellung Zhuhai unter der Bezeichnung „C-301“ für den Export angeboten, aber auch dort fanden sich keine Käufer.
Auf der übergeordneten Ebene fanden zu jener Zeit im Rahmen der Reform- und Öffnungspolitik eine Reihe von Umstrukturierungen statt. Im Mai 1982 wurde das Siebte Ministerium für Maschinenbauindustrie in „Ministerium für Raumfahrtindustrie“ umbenannt, im April 1988 folgte die Vereinigung mit dem Ministerium für Luftfahrtindustrie (dem ehemaligen Dritten Ministerium für Maschinenbauindustrie) zum „Ministerium für Luft- und Raumfahrtindustrie“. Das Ministerium für Luft- und Raumfahrtindustrie war kein Ministerium im üblichen Sinn, sondern ein, wenn auch nicht gewinnorientierter, Konzern mit über das ganze Land verteilten Fabriken und Forschungseinrichtungen. Dem wurde am 22. März 1993 auch formal Rechnung getragen, als das Ministerium per Beschluss des Nationalen Volkskongresses aufgelöst und die „Dachgesellschaft für Luftfahrtindustrie“ sowie die „Dachgesellschaft für Raumfahrtindustrie“ gegründet wurden.
Am 1. Juli 1999 wurde die Dachgesellschaft für Raumfahrtindustrie in zwei Einzelfirmen aufgespalten: die China Aerospace Science and Technology Corporation (CASC), die sich primär mit Raumfahrt befasste, und die China Aerospace Machinery and Electronics Corporation, im Juli 2001 umbenannt in „China Aerospace Science and Industry Corporation“ (CASIC), die primär ein Rüstungskonzern war. Die 3. Akademie stellte damals ausschließlich Rüstungsgüter her und kam daher zur CASIC, während das Labor für Aerodynamik auf der Ostseite der alten Kaserne zunächst mit der 1. Akademie zur CASC kam und 2004 als 11. Akademie, immer noch unter dem Dach der CASC, selbstständig wurde.

## Geschäftsbereiche
Die Dritte Akademie firmiert heute als „Chinesische Akademie für Flugkörpertechnologie“, das Hauptgeschäftsfeld sind von Land, See und aus der Luft startbare Seezielflugkörper der Yingji-Serie mit Einstrom-Strahltriebwerk (Yingji 62), Mantelstromtriebwerk (Yingji 18), Feststoffraketentriebwerk (Yingji 81) und Staustrahltriebwerken (Yingji-12). Im September 2021 hatte die Dritte Akademie etwas mehr als 25.200 Arbeiter und Angestellte.
Vorstandsvorsitzender der Akademie für Flugkörpertechnologie ist seit August 2020 Wang Changqing (王长青).
Unterhalb der Hauptentwicklungsabteilung (三部), auch bekannt als „Pekinger Forschungsinstitut für Maschinenbau und Elektrotechnik“ (北京机电工程研究所), gibt es folgende Forschungsinstitute:
- Forschungsinstitut 31 (动力机械研究所, Triebwerke), Fengtai, Peking
- Forschungsinstitut 33 (自动化控制设备研究所, Steuersysteme für autonomen Flug), Fengtai, Peking
- Forschungsinstitut 35 (华航无线电测量研究所, Radarsuchköpfe), Fengtai, Peking
- Forschungsinstitut 301 (空天技术研究所, Raumflugkörper), Fengtai, Peking[25]
- Forschungsinstitut 302 (无人机总体技术研究所, Drohnen), Fengtai, Peking[26]
- Forschungsinstitut 303 (振兴计量测试研究所, Mess- und Prüftechnik), Fengtai, Peking
- Forschungsinstitut 304 (京航计量通讯研究所, Kommunikation und Computer), Fengtai, Peking
- Forschungsinstitut 306 (特种材料及应用研究所, Materialforschung, Hitzeschutz), Fengtai, Peking[27]
- Forschungsinstitut 310 (海鹰科技情报研究所, Industriespionage), Fengtai, Peking
- Forschungsinstitut 8357 (津航计算机通讯研究所, Feuerleitsysteme), Hebei, Tianjin
- Forschungsinstitut 8358 (津航技术物理研究所, Infrarot- und Lasersuchköpfe, Infrarotbildgeber), Nankai, Tianjin
- Forschungsinstitut 8359 (特种机械研究所, Startfahrzeuge), Haidian, Peking

Bei der Produktion arbeitet die Akademie für Flugkörpertechnologie häufig mit der südchinesischen Hongdu Aviation Industry Group (江西洪都航空工业集团) zusammen, einer Tochtergesellschaft der AVIC, sie besitzt aber auch eigene Fabriken:
- Fabrik 111 (沈阳航天新光集团有限公司, Triebwerksbau), Dadong, Shenyang
- Fabrik 159 (星火机械厂, Endmontage), Fengtai, Peking
- Fabrik 239 (北京航星机器制造公司, Bordradar), Dongcheng, Peking
- Fabrik 254 (国营风华机器厂, Flugkörperbau), Nangang, Harbin[28][29]

### Drohnen
Am Forschungsinstitut 302 werden diverse Drohnen entwickelt, die über die Haiying Luftfahrtausrüstung GmbH (海鹰航空通用装备有限责任公司), kurz „Haiying Luftfahrt“ (海鹰航空公司) vermarktet werden, eine am 25. Dezember 2012 gegründete Firma mit Sitz im Pekinger Stadtbezirk Fangshan. Für den Export angeboten werden die hoch und schnell fliegende Aufklärungs- und Kampfdrohne WJ-700 „Lieying“ (猎鹰, also „Jagdfalke“; „WJ“ steht für „Wuren Ji“ bzw. 无人机, also „unbemanntes Luftfahrzeug“) und die Nurflügel-Tarnkappen-Drohne „Tianying“ (天鹰), also „Adler“.

### Überschall-Magnetschwebebahn
Als neues Geschäftsfeld erschloss sich die Akademie für Flugkörpertechnologie im Jahr 2017 nach dem Prinzip der Magnetschwebebahn arbeitende, in Unterdruck-Röhren mit Geschwindigkeiten von bis zu 4000 km/h fliegende Hochgeschwindigkeitszüge (高速飞行列车), die, anders als zum Beispiel der amerikanische Inductrack oder der japanische JR-Maglev keine Hilfsräder benötigen und zum Beispiel die 1152 km lange Bahnstrecke von Peking nach Wuhan, für die ein konventioneller Hochgeschwindigkeitszug gut 5 Stunden braucht, in etwa 30 Minuten bewältigen würden. Am 30. August 2017 wurde das im Ausland unter der Bezeichnung „T-Flight“ bekannte Projekt erstmals auf einer Luftfahrttagung in Wuhan vorgestellt, es soll in fernerer Zukunft zur Verbindung der Länder entlang der Neuen Seidenstraße dienen.
Im Januar 2018 wurde zu diesem Zweck im Pekinger Stadtbezirk Haidian die Hauptabteilung Magnetschwebe- und elektromagnetische Antriebstechnik (磁悬浮与电磁推进技术总体部) gegründet. Von der chinesischen Presse wird die Sinnhaftigkeit des Projekts hinterfragt, von Lokalpolitikern wird es jedoch unter dem Aspekt einer Stärkung des Wirtschaftsstandorts Haidian begrüßt.
In dem vom Zentralkomitee der Kommunistischen Partei Chinas und dem Staatsrat der Volksrepublik China Mitte September 2019 gemeinsam veröffentlichten  „Grundriss für den Aufbau der Verkehrsinfrastruktur eines starken Landes“ (交通强国建设纲要) wurde neben der Entwicklung von schienengebundenen Schnellzügen mit 400 km/h und Magnetschwebebahnen mit 600 km/h auch die Entwicklung von in Unterdruck-Röhren fliegenden Hochgeschwindigkeitszügen gefordert.
Daraufhin baute die Akademie für Flugkörpertechnologie zusammen mit der Universität Nodchinas (中北大学), Taiyuan, ab dem 24. Mai 2021 im Kreis Yanggao von Datong, Provinz Shanxi, eine 2 km lange Teststrecke mit angeschlossenen Laboreinrichtungen. Bei dem „Labor der Provinz Shanxi für Fliegende Hochgeschwindigkeitszüge“ (高速飞车山西省实验室) handelt es sich um ein Schwerpunktprojekt der Provinzregierung.
Bereits 2016 hatte die China Aerospace Science and Industry Corporation in einer chinesischen Fachzeitschrift vorgeschlagen, einen Linearmotor zum Start von Raumflugkörpern mit Ionenantrieb zu verwenden, ein Projekt, das damals unter der Bezeichnung „Federboot“ (羽舟) bekannt war. 2018 wurde die diesbezügliche Grundlagenforschung der Hauptabteilung Magnetschwebe- und elektromagnetische Antriebstechnik übertragen. Man beabsichtigt, sowohl für die Überschall-Magnetschwebebahn als auch für die elektromagnetische Startvorrichtung Hochtemperatursupraleiter zu verwenden. Nach Fortschritten in der diesbezüglichen Materialforschung gelang es der Akademie für Flugkörpertechnologie am 7. September 2023, ein Fahrzeug auf einer 380 m langen Teststrecke in einer Halle bei normalem Luftdruck auf 234 km/h zu beschleunigen. Als Hauptanwendungsgebiet hat man hier die kommerzielle Raumfahrt ins Auge gefasst.

### Tengyun-Raumgleiter
Das im Dezember 2016 erstmals öffentlich vorgestellte Projekt eines zweistufigen, horizontal startenden und landenden Raumgleiters namens Tengyun (腾云 bzw. „Wolkenreiter“) geht auf den sogenannten „Drei-Phasen-Plan“ zurück, den Liu Xingzhou um 1990 während seiner Zeit als Gutachter beim Programm 863 ausgearbeitet hatte.
Als in China ab 1986 nach dem gescheiterten Shuguang-Projekt von 1970 erneut ein bemanntes Raumfahrtprogramm diskutiert wurde, gab es zwei Ansätze: ein Sojus-artiges Raumschiff und ein entfernt an den Space Shuttle erinnernder Raumgleiter. Liu Xingzhou hatte damals, basierend auf seinen Erfahrungen mit der Haiying 3, auch ein staustrahlgetriebenes Raumflugzeug ins Gespräch gebracht, konnte sich damit jedoch nicht durchsetzen. Das gesamte bemannte Programm wurde im Juli 1989 mangels Erfolgsaussicht von Deng Xiaoping gestoppt.
Liu Xingzhou und einige Kollegen von der Expertenkommission Raumfahrt beim Programm 863 befassten sich jedoch weiter mit der Materie und schlugen ein zweistufiges Raumtransportsystem mit in einem dreiphasigen Entwicklungsprozess immer anspruchsvoller gestalteten Antrieben vor, bei dem ein Trägerflugzeug eine Rakete oder einen wiederverwendbaren Raumgleiter in einer Höhe  von 30–40 km aussetzen sollte, der dann weiter bis in eine erdnahe Umlaufbahn beschleunigen sollte.
Das prinzipielle Konzept ähnelte in gewisser Weise der sowjetischen Mikojan-Gurewitsch MiG-105 und dem Sänger II von Messerschmitt-Bölkow-Blohm. Es war im Juni 1988 vom Forschungsinstitut 601 des damaligen Ministeriums für Luft- und Raumfahrtindustrie (heute „Forschungsinstitut für Flugzeugkonstruktion Shenyang“ bzw. 沈阳飞机设计研究所 der AVIC) kurz vorgeschlagen, aber als nicht realisierbar verworfen worden.
Ein grundlegendes Problem bei der zweistufigen Konstruktion ist die komplizierte Strömungsverteilung, insbesondere im Moment des Abkoppelns, wo die Gefahr besteht, dass ein Flugkörper den zweiten zum Absturz bringt. Ein Modell des Tengyun-Raumgleiters wurde zwar bereits am 6. März 2018 im chinesischen Fernsehen gezeigt, halbwegs gelöst wurde die Strömungsmechanik aber erst im Oktober 2019. Die hierzu nötigen Experimente wurden in einem Windkanal der Chinesische Akademie für Raumfahrtaerodynamik durchgeführt, der 11. Akademie der CASC, wo mit dem senkrecht startenden Wiederverwendbaren Raumtransportsystem ein konkurrierendes Projekt in Arbeit ist. Nach der Inbetriebnahme des Hyperschall-Windkanals JF22 des Instituts für Mechanik der Chinesischen Akademie der Wissenschaften im Frühjahr 2022 wurden diesbezüglich weitere Versuche bei verschiedenen Fluggeschwindigkeiten durchgeführt.
Die Oberaufsicht bei der Entwicklung das Raumgleiters hat das Forschungsinstitut 301 unter Institutsleiter Guan Chengqi (关成启).
Für die Triebwerke ist das Labor 13 des Forschungsinstituts 31 zuständig, das dabei von der Polytechnischen Universität Nordwestchinas, Xi’an sowie der Universität für Luft- und Raumfahrt Peking unterstützt wird.
Es werden zwei Arten von Triebwerk entwickelt: ein nach dem Prinzip der Seezielflugkörper von Flüssigkeitsraketenmodus auf Staustrahlmodus umschaltbares Triebwerk für die Oberstufe des Raumgleiters, das bei einem Testflug im Oktober 2021 erstmals in der Praxis erprobt wurde, und ein mit flüssigem Wasserstoff als Treibstoff arbeitendes Turbinen-Strahltriebwerk namens „Wolkendrache“ (“云龙”发动机), das den Start des Trägerflugzeugs aus dem Stand ermöglichen und ab Mach 5 in den Raketenmodus umschalten würde. Letzteres ist wegen der durch den Staudruck am Lufteinlass entstehenden Temperatur von bis zu 1000 °C schwierig zu realisieren, im November 2021 wurde jedoch ein Vorkühler auf dem Prüfstand erfolgreich getestet.
Bei einem noch mit abwerfbarem Booster gestarteten Testflug eines Modells der Oberstufe wurde im August 2021 eine Strecke von 90.000 chinesischen Meilen bzw. 45.000 km zurückgelegt, also mehr als einmal um die Erde.
Während das Wiederverwendbare Raumtransportsystem der CASC speziell für die Versorgung der Chinesischen Raumstation mit einem um 42° zum Äquator geneigten Orbit ausgelegt ist, dient der Tengyun-Raumgleiter kommerziellen Zwecken. Durch seine größere Manövrierfähigkeit kann er – sofern eine Start- und Landegenehmigung vorliegt – diverse Flughäfen bedienen.
Da der Tengyun-Raumgleiter ein kommerzielles Projekt ist, wird er – anders als das Konkurrenzprojekt der CASC – nicht aus dem Fonds für Nationale wissenschaftlich-technische Großprojekte gefördert. Die umschaltbaren Triebwerke werden jedoch vom Staatsrat der Volksrepublik China in dem am 28. Januar 2022 veröffentlichten Weißbuch „Chinas Raumfahrt 2021“ als nationales Ziel genannt.
Am 4. Juli 2022 startete auf einer Militärbasis in Nordwestchina ein von der Fakultät für Raumfahrttechnik der Polytechnischen Universität Nordwestchinas zusammen mit dem Forschungsinstitut 31 und dem Forschungsinstitut für Luft- und Raumfahrtantriebe der Provinz Shaanxi (陕西空天动力研究院有限公司) entwickelter Flugkörper namens Feitian-1 (飞天一号) mit einem kombinierten Raketen-Staustrahl-Antrieb, an dem man seit 2019 arbeitete.
Am 21. November 2022 erhielt die Entwicklergruppe für die bei diesem Projekt in Bezug auf Aerodynamik und Materialkunde geleistete Grundlagenforschung den Raumfahrt-Innovationspreis. (航天创新团队奖).

## Tochterunternehmen
- Beijing Yahangtianji Industrie- und Handel GmbH (北京亚航天际工贸有限责任公司)
- Beijing Huasheng Wissenschafts- und Handelsentwicklung GmbH (北京航天华盛科贸发展有限公司)
- Haiying Gruppe (航天科工海鹰集团有限公司)[63]
- Haiying Luftfahrtausrüstung GmbH (海鹰航空通用装备有限责任公司)[64]
- Haiying Akademie für Elektrotechnik GmbH (航天海鹰机电技术研究院有限公司)[65]
- Haiying Sicherheitstechnik GmbH (海鹰安全技术工程有限公司)
- Haiying (Harbin) Titanindustrie GmbH (航天海鹰（哈尔滨）钛业有限公司)
- Huachuang Tianyuan Industrieentwicklung GmbH, Lángfāng (华创天元实业发展有限责任公司)[66]
- Krankenhaus 731 (七三一医院)[67][29]